# بخش آلمانی (شهرستان مونتگومری، اوهایو)
بخش آلمانی (به انگلیسی: German Township) یک منطقهٔ مسکونی در ایالات متحده آمریکا است که در شهرستان مونتگومری، اوهایو واقع شده‌است.
 بخش آلمانی ۹۸٫۳ کیلومتر مربع مساحت و ۸٬۴۲۹ نفر جمعیت دارد و ۲۲۸ متر بالاتر از سطح دریا واقع شده‌است.